# Opération Ladbroke
Vous lisez un « bon article » labellisé en 2014.
Seconde Guerre mondiale 
 Campagne d'Italie
L'opération Ladbroke est le nom donné à la mission pour la conquête de Syracuse en Sicile par les troupes aéroportées britanniques.
Il s'agit d'une partie de l'opération Husky qui planifie l'ensemble du débarquement en Sicile. L'opération Ladbroke débute le 9 juillet 1943 ; elle est effectuée depuis la Tunisie d'où part la 1re division aéroportée, avec une force de 136 Wacos et de huit Horsas. Son objectif est d'établir sur le sol une grande force d'invasion près de la ville de Syracuse et de sécuriser le Grand Pont pour reprendre le contrôle de la ville qui est d'une importance stratégique pour le bon fonctionnement de l'opération Husky.
L'opération Ladbroke connaît plusieurs phases de modifications lors de sa planification. Au moment de son lancement, le matériel est encore mal adapté, et les soldats insuffisamment entraînés. En route vers la Sicile, 65 planeurs libérés trop tôt par l'avion de remorquage américain sont contraints d'amerrir, entraînant la noyade d'environ 252 hommes. Seuls 87 hommes arrivent au Grand Pont, qu'ils réussissent à tenir le temps escompté. Les troupes britanniques qui n'ont plus de munitions (et ne comptent que 15 soldats indemnes) se rendent aux forces italiennes qui reprennent le contrôle du pont pour le détruire, mais elles sont retardées dans ce projet car les soldats britanniques avaient préalablement enlevé les charges explosives. La bataille est finalement remportée par les Britanniques grâce à une contre-attaque victorieuse d'unités arrivées en renfort. Pendant ce temps commence le débarquement des Alliés sur les côtes méridionales de Sicile.

## Contexte
En décembre 1942, avec l'avancée des forces alliées en Tunisie lors de la Campagne d'Afrique du Nord, la victoire en Afrique du Nord devient imminente et des discussions entre les alliés débutent pour savoir quel sera leur prochain objectif. Beaucoup d'Américains veulent une invasion immédiate de la France, tandis que les Britanniques ainsi que le général américain Dwight David Eisenhower  font valoir que la Sardaigne est la meilleure cible pour les troupes alliées. En janvier 1943, le premier ministre britannique Winston Churchill et le président américain Franklin Delano Roosevelt se mettent d'accord à la conférence de Casablanca et choisissent la Sicile, dont l'invasion et l'occupation permettront de fournir aux Alliés des routes maritimes dans la Méditerranée et des aérodromes plus près de l'Italie et de l'Allemagne. Le nom de code de l'opération Husky est alors décidé et dès février 1943, les Alliés commencent à planifier l'invasion. Initialement, la 8e armée britannique sous le commandement du général Bernard Montgomery doit débarquer dans la zone sud-est de la Sicile et avancer vers le nord pour atteindre le port de Syracuse. Deux jours plus tard, la 7e armée américaine commandée par le général George Patton doit, quant à elle, débarquer sur la côte ouest de la Sicile pour atteindre le port de Palerme.
En mars, il est décidé que la 1re division aéroportée britannique et la 82e division aéroportée américaine seront parachutées juste avant le débarquement allié. Elles doivent atterrir à quelques kilomètres des plages pour permettre la neutralisation des défenseurs et faciliter le débarquement des forces terrestres,. Cependant, au début du mois de mai, le général Montgomery modifie les plans et démontre que si les forces alliées débarquent séparément à chaque extrémité de l'île, les forces de l'Axe auront la possibilité de vaincre chacune des armées alliées avant que celles-ci ne se rejoignent. Les plans sont donc modifiés : les 7e et 8e armées devront débarquer simultanément sur les côtes sud-est et sud-ouest (golfe de Gela) de la Sicile.
Dans le même temps, les plans pour les deux divisions aéroportées sont également rectifiés. Montgomery soutient que les troupes aéroportées doivent être déposées tout près de la ville de Syracuse, pour pouvoir atteindre son port le plus rapidement possible. Le commandant Maxwell Davenport Taylor, quant à lui, affirme que se poser juste derrière les plages est une mission périlleuse pour la division aéroportée qui risque d'être touchée par des tirs amis du bombardement naval prévu par les Alliés. Le plan révisé pour les divisions aéroportées comprend un renfort en hommes destiné à être parachuté au nord-est du port de Gela pour bloquer les mouvements des armées de réserve de l'Axe. L'objectif de l'opération est donc de mener à bien trois actions : la 1re division aéroportée doit contrôler le Grand Pont de Syracuse, la 2e brigade de parachutistes britanniques doit saisir le port d'Augusta, et la 1re brigade de parachutistes britanniques doit prendre un second pont sur la rivière Simeto.

## Organisation

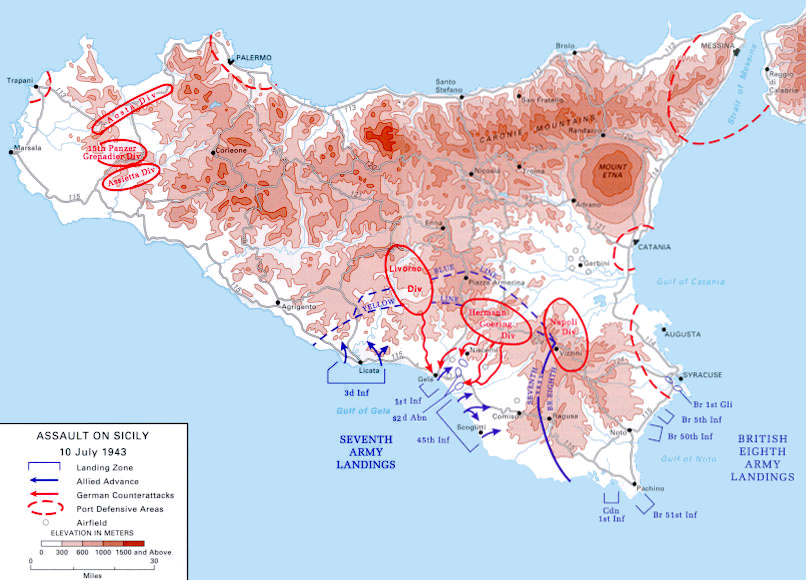
Plan de l' en Sicile.

Comme les moyens de transport des brigades aéroportées sont insuffisants pour que les trois brigades puissent mener leurs actions, il est décidé que la première opération à être réalisée sera celle de Ladbroke, dont l'objectif est de capturer le Grand Pont de Syracuse.
La mission placée sous le commandement du général de brigade Philip Hicks (en) doit être menée juste avant le débarquement dans la nuit du 9 juillet. Les autres opérations prévues vont avoir lieu les deux nuits qui suivent. La 1re division aéroportée se voit également confier la mission supplémentaire de contrôler le port de Syracuse et de prendre ou détruire une batterie d'artillerie côtière située sur la plage prévue pour les débarquements.
Lorsque l'entraînement de la formation commence, des difficultés surgissent immédiatement. Le plan original pour les trois opérations aéroportées doit faire appel à des parachutistes, mais en mai, le général Montgomery modifie le plan. Il préfère en effet que les troupes aéroportées soient à distance réduite des forces terrestres pour que les planeurs puissent soutenir les troupes qui doivent entrer dans Syracuse et leur fournir une grande puissance de feu. Même si le Group Captain Cooper (conseiller de la Royal Air Force) déclare que l'atterrissage de nuit par planeurs mené par un équipage inexpérimenté n'est pas une bonne solution, les plans ne sont cependant pas reconsidérés.
Les nouveaux ordres de Montgomery soulèvent plusieurs questions. La première est celle du choix des troupes affectées aux opérations aéroportées. Quand les troupes sont arrivées en Afrique du Nord, il a été décidé que la 52e escadrille de l'air soutiendrait la 1re division aéroportée et, en contrepartie, la 51e escadrille appuierait la 82e division aéroportée. Quelques semaines plus tard, ce plan est mis en place et les quatre divisions collaborent désormais. Toutefois, l'idée de ne lancer l'assaut sur Syracuse qu'avec des planeurs pose problème, car la 51e escadrille n'a aucune expérience avec ces appareils, et la 52e n'en a guère plus. Des entraînements de saut à parachute depuis des planeurs sont donc organisés. Mais finalement, la 1re brigade aéroportée reste accompagnée d'une escadrille peu expérimentée.

### Problèmes de planeurs

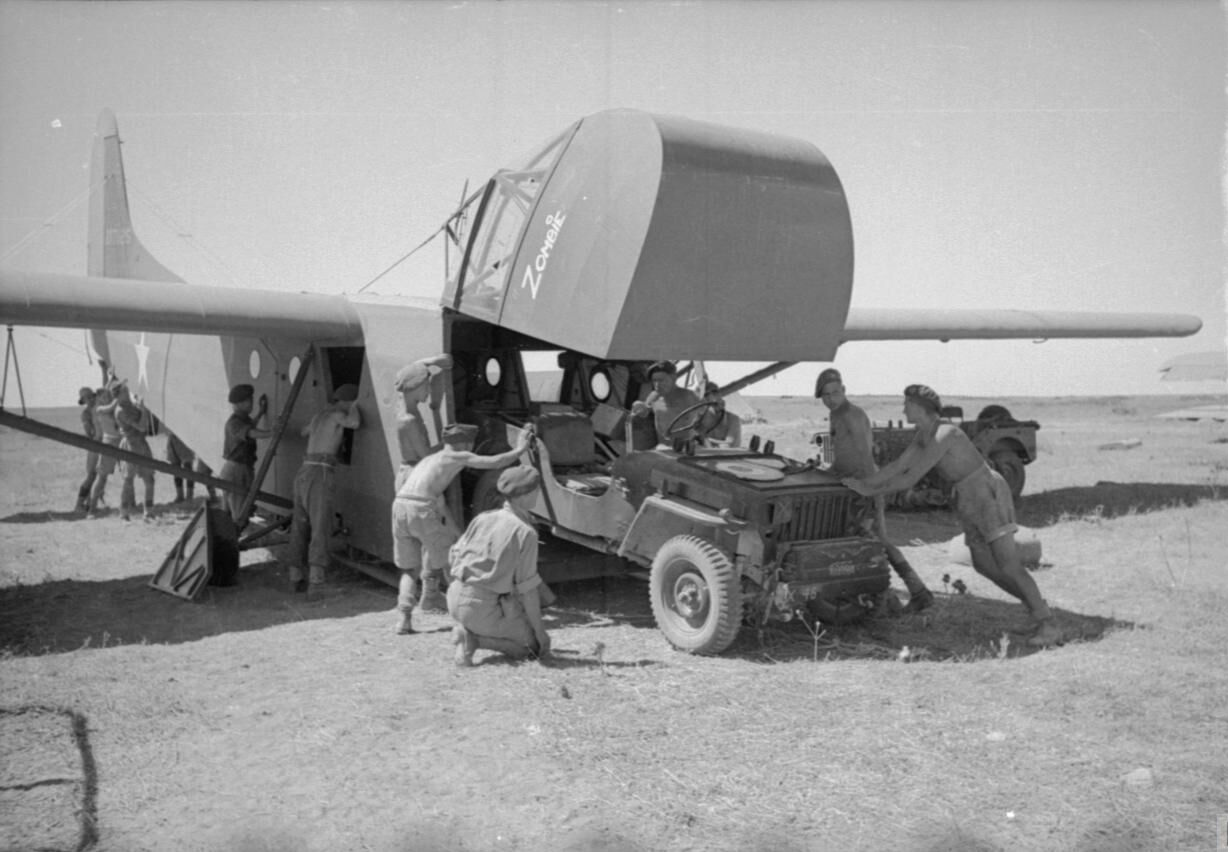
Une jeep de la 1re division aéroportée sortant d'un planeur Waco.

Plusieurs problèmes se posent avec les planeurs utilisés pendant l'opération. Jusqu'à quelques mois avant le début de l'opération, il y a une grande pénurie de planeurs en Afrique du Nord. À la fin du mois de mars, un petit nombre de Wacos arrivent à Accra, mais les pilotes envoyés sur place pour les convoyer constatent qu'ils sont en mauvais état. En raison de la négligence technique et du climat tropical, les pilotes ne réussissent à réunir qu'un petit nombre de Wacos en bon état pour leur retour à la base, le 22 avril. Le lendemain, un grand nombre de planeurs américains commence à arriver dans les ports d'Afrique du Nord, mais ils ne sont pas immédiatement disponibles. Il faut les assembler, ce qui relève d'un véritable défi puisqu'il manque certaines instructions et que les ouvriers chargés de les assembler sont souvent inexpérimentés. Toutefois, lorsque la décision de mener une attaque de planeurs avec la 1re division aéroportée est prise, l'assemblage des planeurs est amélioré et s'accélère. Le 12 juin, 346 planeurs Wacos sont mis à disposition de la 52e escadrille. Un petit nombre de planeurs Horsas est aussi mis à disposition de la brigade pour cette opération.
L'escadrille possède maintenant de nombreux planeurs, mais ils ne sont pas tous utilisables et la plupart sont à terre pour réparations. Le 30 juin, de nombreux appareils ont encore des problèmes de câblage, et ceux qui sont réparables doivent rester au sol pour trois jours de plus. Compte tenu de ces problèmes et de ces retards, la 51e escadrille n'est pas en mesure d'effectuer des entraînements à grande échelle sur des planeurs avant la mi-juin. Le 14 juin, un exercice avec 54 Wacos a lieu sur une distance de 110 km. Un exercice de plus grande ampleur est réalisé le 20 juin. Mais l'efficacité des exercices reste limitée, car ils sont menés de jour. Les pilotes britanniques posent aussi des problèmes, car même si le nombre de pilotes est suffisant, ils sont très inexpérimentés : certains n'ont aucune expérience sur des planeurs Wacos et n'ont jamais réalisé d'opérations nocturnes. En moyenne, chaque pilote a huit heures d'expérience sur ce type d'appareil ; seul un petit nombre d'entre eux est validé comme « prêt sur le plan opérationnel », et aucun n'a l'expérience du combat. Le colonel Georges Chatterton proteste contre leur participation à l'opération, qu'il juge préjudiciable à son bon fonctionnement. Une fois la brigade formée, avec ces seuls deux exercices, chaque pilote a volé en moyenne quatre heures et demie sur un Waco, dont une demi-heure de vol de nuit.

### La1redivisionaéroportée
Les unités de la 1re division aéroportée sont formées de soldats du 1er bataillon (Border Regiment), du 2e bataillon (South Staffordshire Regiment (en)), de la Field Ambulance (en) et de la 9e compagnie (Royal Engineers). Le 2e bataillon a pour but d'assurer le contrôle du Grand Pont de Syracuse et du sud de la province, alors que le 1er bataillon est chargé d'attaquer la ville de Syracuse.
Pour la mission, un total de 136 Wacos et de huit Horsas est mis à la disposition de la 1re brigade aéroportée. Avec le manque de places dans les planeurs (15 places pour les Wacos et 30 places pour les Horsas), toutes les unités ne sont pas déployées,,. Six Horsas des compagnies A et C des Staffords (en) doivent atterrir sur le Grand Pont de Syracuse le 9 juillet à 23 h 50 pour une opération « coup de main ». Le reste de la brigade doit arriver le 10 juillet à 1 h 15, sur plusieurs zones d'atterrissage se situant assez loin, entre 2,4 et 4,8 km : les troupes doivent ensuite converger vers le pont pour renforcer la défense britannique.

### Les forces italiennes
Le Grand Pont de Syracuse se trouve juste à l'extérieur de la zone défendue par la 206e division côtière italienne. Le commandant des forces italiennes est l'amiral Primo Leonardi. Il est assisté du colonel Maria Damiani. Les forces de la zone Augusta-Syracuse, qui comprennent la 206e division côtière, sont protégées par six batteries d'artillerie lourde et antiaérienne. Le 121e régiment de défense côtière comprend, quant à lui, quatre bataillons. Les forces italiennes comprennent également le 54e régiment d'infanterie de Naples. Cette division doit être en mesure d'envoyer des renforts en cas de nécessité.

## Mission

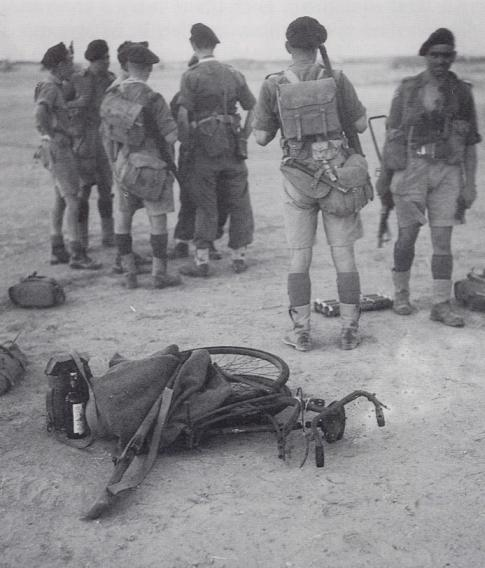
Soldats du 1er bataillon (Border Regiment), le 9 juillet 1943 juste avant le début de l'opération devant un vélo pliant.

Le 9 juillet 1943, un convoi de 2 075 soldats britanniques, sept jeeps, six canons anti-chars et dix mortiers sont montés à bord des planeurs en Tunisie et décollent à 18 heures en direction de la Sicile. Ils rencontrent sur leur chemin des vents violents, une mauvaise visibilité et sont parfois soumis à des tirs antiaériens. Pour éviter les coups de feu et les projecteurs, les pilotes de l'avion de remorquage augmentent leur altitude et prennent des mesures d'évitement. Dans la confusion qui entoure ces manœuvres, certains planeurs sont libérés trop tôt et soixante-cinq d'entre eux amerrissent, entraînant la noyade d'environ 252 hommes. Pour le reste, seulement douze planeurs arrivent à destination. Cinquante-neuf autres planeurs atterrissent à 40 km du lieu de rendez-vous, et les autres planeurs sont abattus ou contraints de retourner en Tunisie.
Un seul Horsa avec un peloton d'infanterie des Staffords atterrit près du pont. Son commandant, le lieutenant Withers divise ses hommes en deux groupes, dont l'un nage pour traverser et prendre position de l'autre côté de la rivière. Ensuite, les unités réussissent à capturer le pont grâce à une attaque simultanée des deux côtés. Les défenseurs italiens du 120e régiment d'infanterie côtière abandonnent leur fortin sur la rive Nord,,.
Les troupes britanniques enlèvent ensuite les charges et les explosifs qui ont été placés sur le pont par l'armée italienne. Un autre Horsa atterrit à environ 180 mètres du pont, mais il explose à l'atterrissage, tuant tous ses occupants. Les trois autres Horsas faisant partie de l'opération coup de main atterrissent à 3,2 kilomètres, puis leurs occupants font route vers le pont. D'autres renforts commencent à arriver au pont, mais à 6 h 30 il n'est plus défendu que par quatre-vingt-sept hommes des troupes britanniques.
Par ailleurs, environ 150 hommes débarquent au Cap Murro di Porco pour prendre le contrôle d'une station de radio qui transmet un message d'avertissement du débarquement des planeurs de l'armée alliée. Le commandement italien local ordonne une contre-attaque, mais les troupes ne reçoivent pas le message. Les débarquements séparés sont maintenant favorables aux Alliés qui sont en mesure de couper les moyens de communication dans toute la région. Le planeur transportant le commandant adjoint de la brigade, le colonel O. L. Jones, atterrit, quant à lui, à côté d'une batterie d'artillerie côtière italienne. Les officiers et les soldats du planeur attaquent et détruisent cinq canons de la batterie d'artillerie. D'autres groupes isolés de soldats alliés tentent d'aider leurs camarades en détruisant des défenses italiennes et leurs renforts.
La première tentative de contre-attaque sur le pont est menée par deux compagnies de marins italiens, mais elle est repoussée par les soldats britanniques. Les Italiens regroupent davantage de troupes et acheminent de l'artillerie et des mortiers pour bombarder le Grand Pont contrôlé par les Alliés. Les défenseurs britanniques sont attaqués par les Italiens, tandis que la 5e division d'infanterie britannique qui est attendue, n'intervient pas à 10 h comme prévu. À 11 h 30, le 385e bataillon italien côtier arrive sur le pont, suivi peu après du 1er bataillon du 75e régiment d'infanterie de Naples. Les Italiens se déploient pour attaquer le pont de trois côtés. À 14 h 45, il n'y a plus que quinze soldats britanniques pour défendre la position. À 15 h 30, privés de munitions, les soldats britanniques cessent le combat. Quelques hommes qui défendent le côté sud du pont s'échappent dans la campagne, les autres sont faits prisonniers de guerre. Alors que le pont est aux mains des Italiens, la 1re unité de la 5e division d'infanterie britannique et les Fusiliers royaux écossais y parviennent à 16 h 15 et montent une contre-attaque qui réussit. Cette contre-attaque est rendue possible grâce au retrait préalable des charges explosives placées sur le pont, empêchant ainsi sa destruction par les Italiens. Les survivants de la 1re brigade aéroportée ne prennent pas part aux combats et sont rapatriés en Afrique du Nord le 13 juillet.
Durant les débarquements, les pertes de la 1re brigade aéroportée sont les plus élevées des unités britanniques. Les pertes s’élèvent à 313 tués et 174 disparus ou blessés. Quatorze pilotes de planeurs sont tués et quatre-vingt-sept portés disparus ou blessés.

## Conséquences
Après avoir enquêté sur les difficultés rencontrées par la 1re division aéroportée en Sicile, l'armée britannique et la Royal Air Force proposent des recommandations : les futurs soldats des opérations aéroportées seront préalablement formés avec des entraînements au parachutage et des reconnaissances devront être réalisées avant le début des opérations. Les plans d'atterrissage sont simplifiés, les brigades doivent atterrir sur des zones de déploiement et non dans des zones de débarquement. Les planeurs ne sont plus utilisés de nuit au-dessus de l'eau et leurs zones de déploiement doivent être suffisamment vastes pour accueillir des avions avec des pièces de rechange.
À la suite d'un incident de tir ami sur un convoi allié, des formations complémentaires sont dispensées aux équipages des navires chargés de la reconnaissance de l'aéronef ; les avions alliés sont également peints avec trois grandes bandes blanches. La formation pour les pilotes de planeurs est renforcée et des améliorations sont mises en place sur les appareils, y compris une meilleure communication entre les appareils.
La Royal Air Force fait également des recherches pour trouver un procédé de largage de jeeps et d'artillerie depuis les airs et commence à expérimenter l'utilisation de parachutes pour les véhicules. Un deuxième groupe de transport de la Royal Air Force est formé et équipé avec des Dakotas, pour éviter le mélange de différents aéronefs dans les divisions. La Royal Air Force est capable de fournir 88 Albermale, 88 Stirling, 36 Halifax et 150 Dakota pour un total de 362 avions,,.